# Руди (Сілезьке воєводство)
Руди (пол. Rudy, нім. Groß Rauden) — село в Польщі, у гміні Кузня-Рациборська Рациборського повіту Сілезького воєводства.
Населення — 2836 осіб (2011).

## Демографія
Демографічна структура станом на 31 березня 2011 року:
|          | Загалом | Допрацездатний вік | Працездатний вік | Постпрацездатний вік |
| -------- | ------- | ------------------ | ---------------- | -------------------- |
| Чоловіки | 1433    | 262                | 973              | 198                  |
| Жінки    | 1403    | 228                | 866              | 309                  |
| Разом    | 2836    | 490                | 1839             | 507                  |